# 硬皮豆
硬皮豆（学名：Macrotyloma uniflorum）为豆科硬皮豆属下的一个种。

## 扩展阅读
- 维基共享资源上的相關多媒體資源：硬皮豆
- 維基物種上的相關：硬皮豆